# Cornutia obovata
Cornutia obovata är en kransblommig växtart som beskrevs av Ignatz Urban. Cornutia obovata ingår i släktet Cornutia och familjen kransblommiga växter. IUCN kategoriserar arten globalt som akut hotad. Inga underarter finns listade i Catalogue of Life.

## Bildgalleri

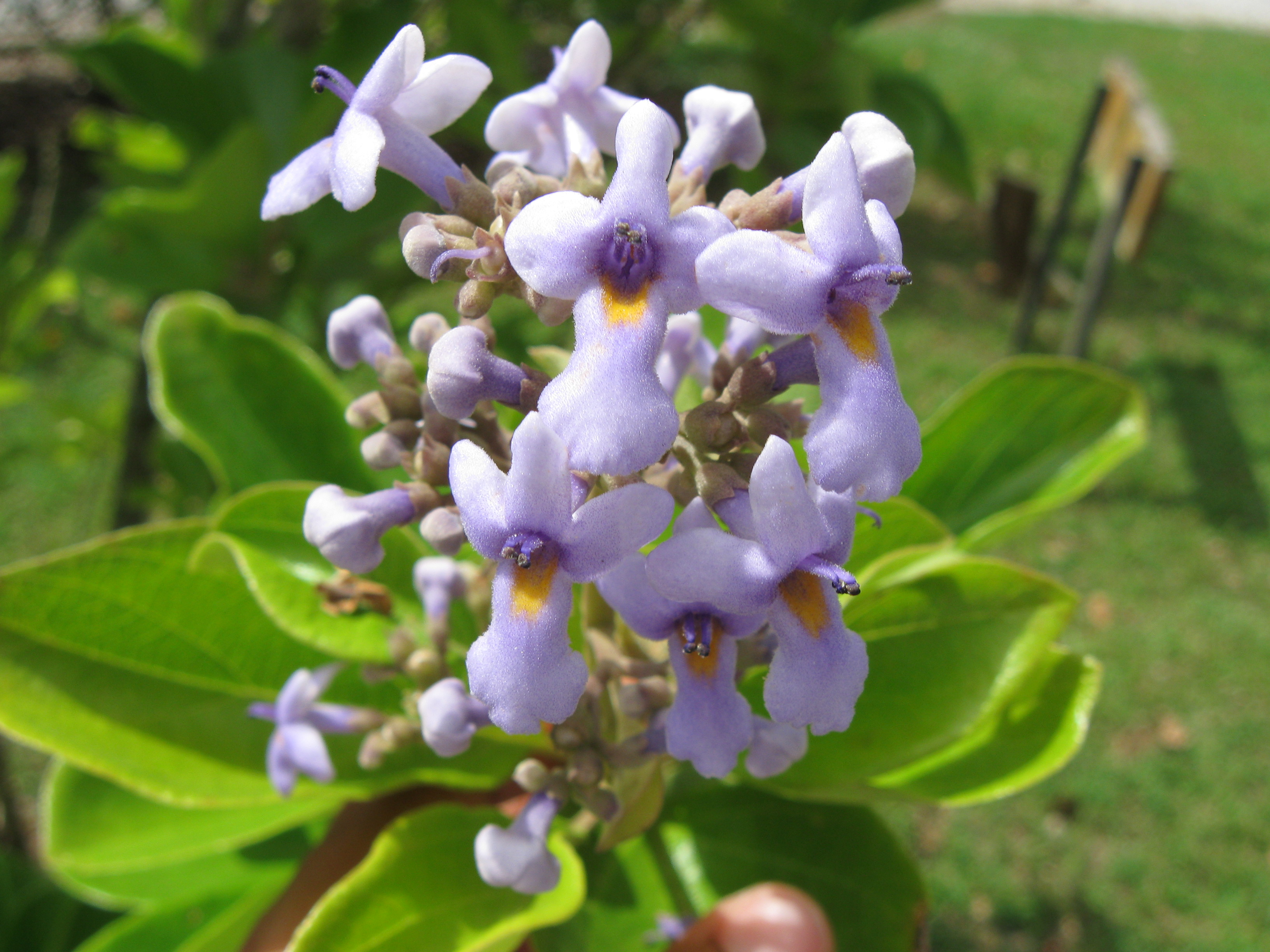